# Gondomar (Vila Verde)
Gondomar era una freguesia portuguesa del municipio de Vila Verde, distrito de Braga.

## Historia
Situada en el extremo nordeste del concelho de Vila Verde, limitando con el de Ponte da Barca, Gondomar perteneció inicialmente a este, hasta que por Decreto de 31 de diciembre de 1853 quedó integrada en el de Pico de Regalados. Suprimido este por Decreto de 24 de octubre de 1855, Gondomar se integró definitivamente en el municipio de Vila Verde, creado entonces.
Fue suprimida el 28 de enero de 2013, en aplicación de una resolución de la Asamblea de la República portuguesa promulgada el 16 de enero de 2013 al unirse con la freguesia de Aboim da Nóbrega, formando la nueva freguesia de Aboim da Nóbrega e Gondomar.